# Leptosphaerulina pulchra
Leptosphaerulina pulchra är en lavart som först beskrevs av Georg Winter, och fick sitt nu gällande namn av M.E. Barr 1959. Enligt Catalogue of Life ingår Leptosphaerulina pulchra i släktet Leptosphaerulina, ordningen Pleosporales, klassen Dothideomycetes, divisionen sporsäcksvampar och riket svampar, men enligt Dyntaxa är tillhörigheten istället släktet Leptosphaerulina, familjen Didymellaceae, ordningen Pleosporales, klassen Dothideomycetes, divisionen sporsäcksvampar och riket svampar. Arten är reproducerande i Sverige. Inga underarter finns listade i Catalogue of Life.